# Наджми, Кави Гибятович
Кави́ Гибя́тович Наджми́ (1901—1957) — татарский советский писатель, педагог; поэт и переводчик. Лауреат Сталинской премии второй степени (1951). Старший брат известного татарского шахматиста Рашида Нежметдинова.

## Биография
Кави Наджми родился 2 (15) декабря 1901 года в деревне Красный Остров (ныне Сеченовского района Нижегородской области) в семье муэдзина (азанчея) «фамильной» мечети. (в с. Красный Остров сохранился дом-музей семьи Нежметдиновых). В 1913—1915 годах работал чернорабочим на ферме; в 1916—1917 годах — упаковщиком на мыловаренном заводе в Актюбинске. Здесь же в 1917 году окончил русско-татарскую школу. В 1917—1919 годах работал в деревне учителем начальной школы, при поддержке своего дяди Яруллы, преподававшего в той же красноостровской школе. Член РКП(б) с 1919 года. В 1919—1939 годах в рядах РККА — красноармеец, курсант, преподаватель, комиссар военной школы и ответственный редактор окружной красноармейской газеты. В 1920 году в составе Киевской курсантской бригады участвовал в боях по ликвидации остатков махновщины. В 1922 году окончил Московскую высшую военно-педагогическую школу.
На Первом Всесоюзном съезде советских писателей в 1934 году Наджми был избран членом правления СП СССР. В 1934—1937 годах был первым председателем правления СП Татарской АССР (снят с должности в мае 1937). С 1937 года — литератор-профессионал. Депутат ВС ТАССР.
Репрессирован как «националист» («султангалиевщина»). Арестован 2 июля 1937 г. Кави был помещён в одиночную камеру во дворе НКВД в Казани на «Чёрном озере», подвергался избиениям, круглосуточным допросам без воды и еды, психологическому давлению, сидел в карцере. Он был вынужден подписать сфабрикованное признание. Приговорён Судебной коллегией Верховного суда ТАССР 19 марта 1939 года, по обвинению по статьям 58-2, 58-10 ч.1, 58-11. («контрреволюционная деятельность на литературном фронте»). Приговор: 10 лет тюремного заключения, поражение прав на 5 лет, УНКВД ТАССР. 29.12.1939 дело было прекращено за недоказанностью обвинения. Наджми был освобождён накануне Нового 1940 года.
Умер 24 марта 1957 года в Казани. Похоронен на Ново-Татарском кладбище Казани рядом с Салихом Сайдашевым и Каюмом Насыри.

## Творчество
Кави уже в 12 лет начал писать стихи. Литературной деятельностью занимается с 1919 года. Огромное влияние на развитие Наджми как писателя оказала его встреча с М. Горьким в 1928 году. В последовавший затем период он опубликовал ряд книг. Среди них: рассказы «Мальчик из слободки», повесть «Прибрежные костры» (1929) о Гражданской войне, повести «Первая весна» (1930) и «Светлая тропа» (1930) о коллективизации; стихи и поэмы «В атаку», «Фарида», «Песня весны» и др. Ряд его произведений переведён на русский язык и другие языки народов СССР. Наджми перевёл на татарский язык многие произведения А. С. Пушкина, Л. Н. Толстого, М. Горького, М. Ю. Лермонтова, И. А. Крылова, И. Я. Франко и ряд произведений советских писателей.
В войну Наджми вёл передачи на радио, стал инициатором и соавтором «Письма Татарского народа фронтовикам — татарам», выпустил книгу «Татары — герои ВОВ». Говорят, за это его даже внесли в число татар, опасных для «Великой Германии». Ещё в 1941 году он вызволил из тюрьмы поэта Фатыха Карима, а после войны занялся реабилитацией Мусы Джалиля и других «опальных» героев.
В 1948 году Наджми опубликовал в журнале «Совет әдәбияты» историко-революционный роман «Вешние воды» и политический рассказ «В гостях у нинки». За роман он получил Сталинскую премию. Правда, перед этим клеветники сфабриковали новый донос. Умер в 56 лет, не выдержав второй волны разбирательств.

## Семья
Жена — Сарвар Адгамова (1901—1978), переводчица и писательница. Сарвар ещё в детстве перевела на татарский язык сказку «Мальчик-с-пальчик». Кроме русского и татарского в совершенстве знала казахский, башкирский, арабский и немецкий. Переводила на татарский Катаева, Горького, Толстого, Пушкина, Дефо, Свифта.
Сын — Тансык Нежметдинов (1927—2008), ученый радиофизик. 30 августа 2021 года состоится открытие мемориальной доски на доме, где проживал Кави Гибятович.
Брат — Рашид Нежметдинов (1912—1974), мастер спорта международного класса по шахматам и шашкам, многократный Чемпион СССР в личных и командных соревнованиях.

## Адреса
- Казань, улица Международная, д. 21 (Мергасовский дом).[1]
- Казань, улица Молотова, д. 57б.[2]

## Память
Похоронен на Татарском кладбище в Казани.
Его именем названа улица в Вахитовском районе Казани.

## Награды и премии
- Сталинская премия второй степени (1951) — за роман «Весенние ветры» (1948)
- Орден Трудового Красного Знамени